# Avion à décollage court et atterrissage vertical
 (mars 2010).
Si vous disposez d'ouvrages ou d'articles de référence ou si vous connaissez des sites web de qualité traitant du thème abordé ici, merci de compléter l'article en donnant les références utiles à sa vérifiabilité et en les liant à la section « Notes et références ».

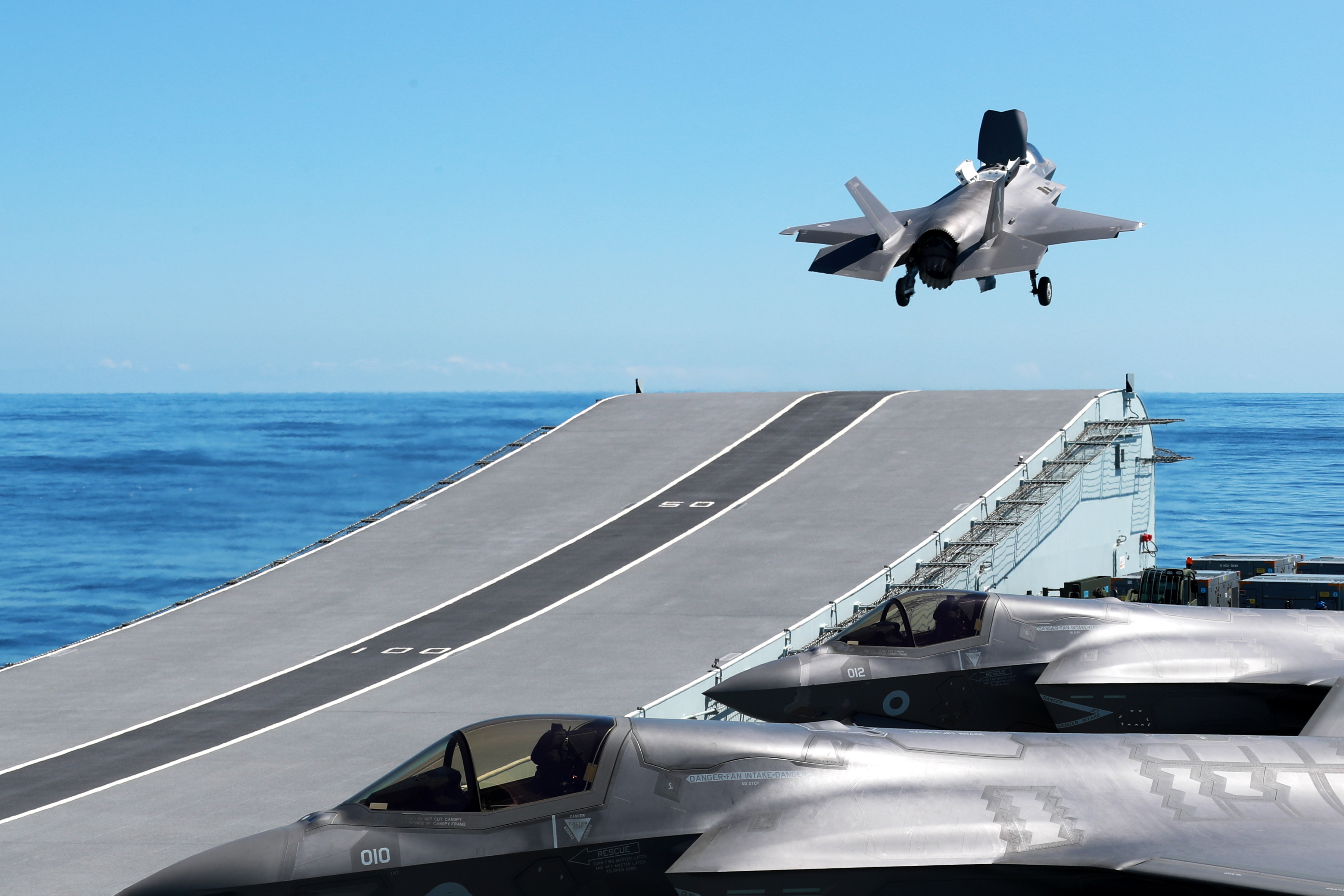
Décollage court d'un F-35 à l'aide d'un tremplin.

STOVL est l'acronyme de « Short Take Off Vertical Landing », qui correspond à un aéronef à décollage court et à atterrissage vertical. La définition officielle retenue par l'OTAN est la suivante :
« Avion à voilure fixe capable de passer un obstacle de 15 mètres de hauteur après une course de 450 mètres sur la piste de décollage, et d'atterrir verticalement. »

## Historique
À l'origine, ce type d'avion n'a pas été développé en tant que tel, mais est apparu naturellement à la suite de la mise au point des premiers avions à décollage et atterrissage verticaux (ADAV). En effet, il a été alors constaté que la phase de décollage vertical présentait deux inconvénients :
- une consommation de carburant très importante, ce qui diminue l'autonomie en vol normal de façon sensible ;
- une limitation de la charge utile, car l'avion ne peut dépasser une certaine masse pour que son (ou ses) moteurs(s) puissent le faire décoller verticalement.

L'utilisation des ADAV a alors évolué vers le concept de STOVL, c'est-à-dire que la phase de décollage vertical est remplacée par un décollage court (ou très court), qui permet de consommer moins de carburant et d'avoir une masse au décollage plus élevée. Ce décollage court se fait en utilisant des techniques proches de celles prévues pour le décollage vertical, éventuellement complétées par un tremplin.
De nos jours, le développement de nouveaux avions capables d'atterrir verticalement se fait quasi exclusivement sous la forme STOVL et non plus la forme ADAV. Les avions de type STOVL restent cependant capables de décoller verticalement dans certaines conditions, par exemple un emport d'armement fortement réduit ou des réservoirs partiellement remplis.
En plus des porte-avions, ils peuvent être mis en œuvre depuis un porte-hélicoptères ou un navire d'assaut amphibie.

## Avions opérés
Il n'y a que deux avions de ce type en usage dans les armées du monde entier, le Sea Harrier et le F-35B.
En avril 1969, le No. 1 Squadron RAF fut le premier escadron de la Royal Air Force à être équipée du Harrier GR.1. Il est toujours en service dans différentes armées du monde, surtout dans la marine.
Le F-35B a été pour la première fois déployé au combat en juillet 2018 avec l'USMC sur le navire d'assaut amphibie USS Essex et son premier combat eut lieu le 27 septembre 2018 sur une cible des Talibans en Afghanistan.

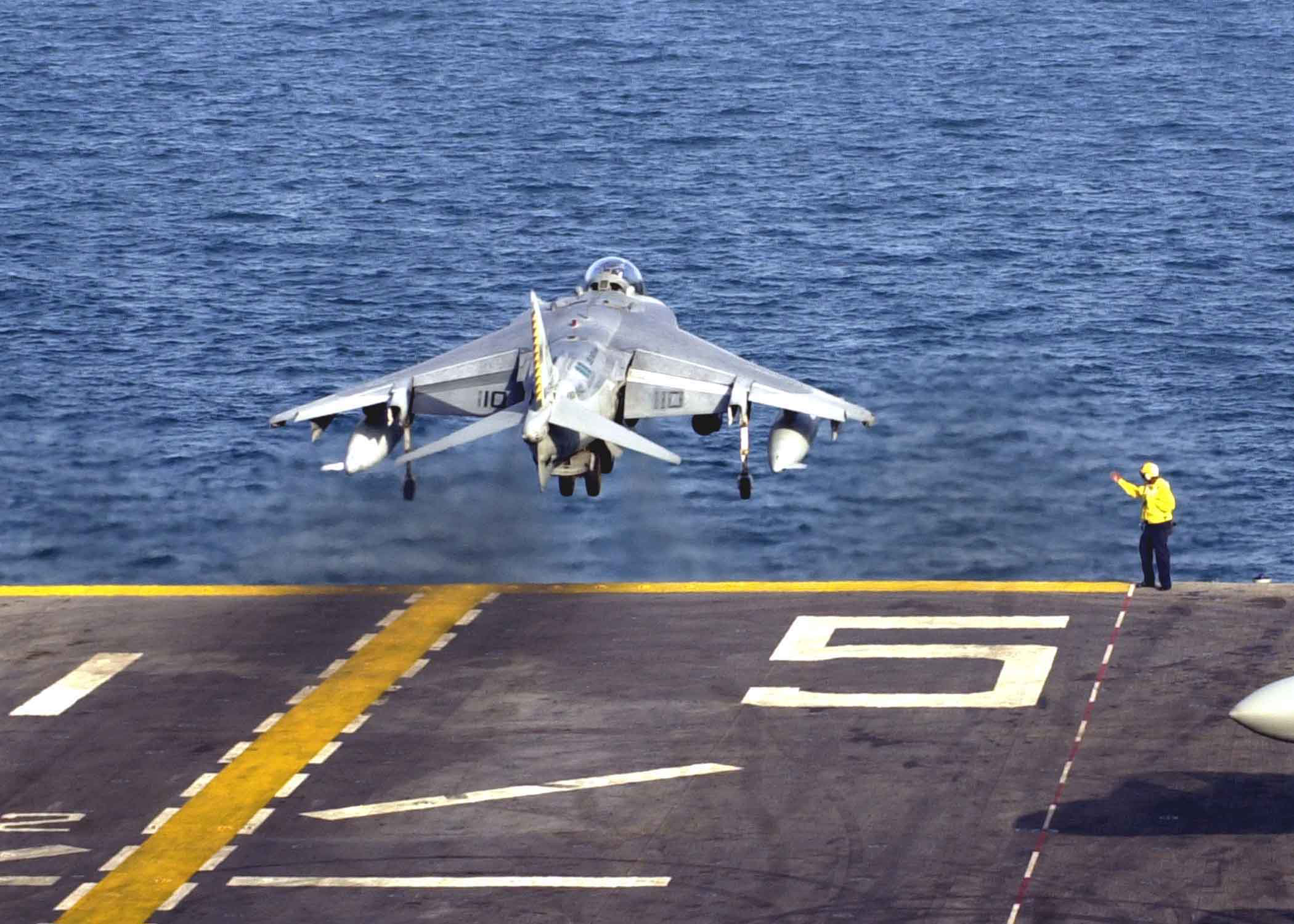
Décollage d'un Sea Harrier.
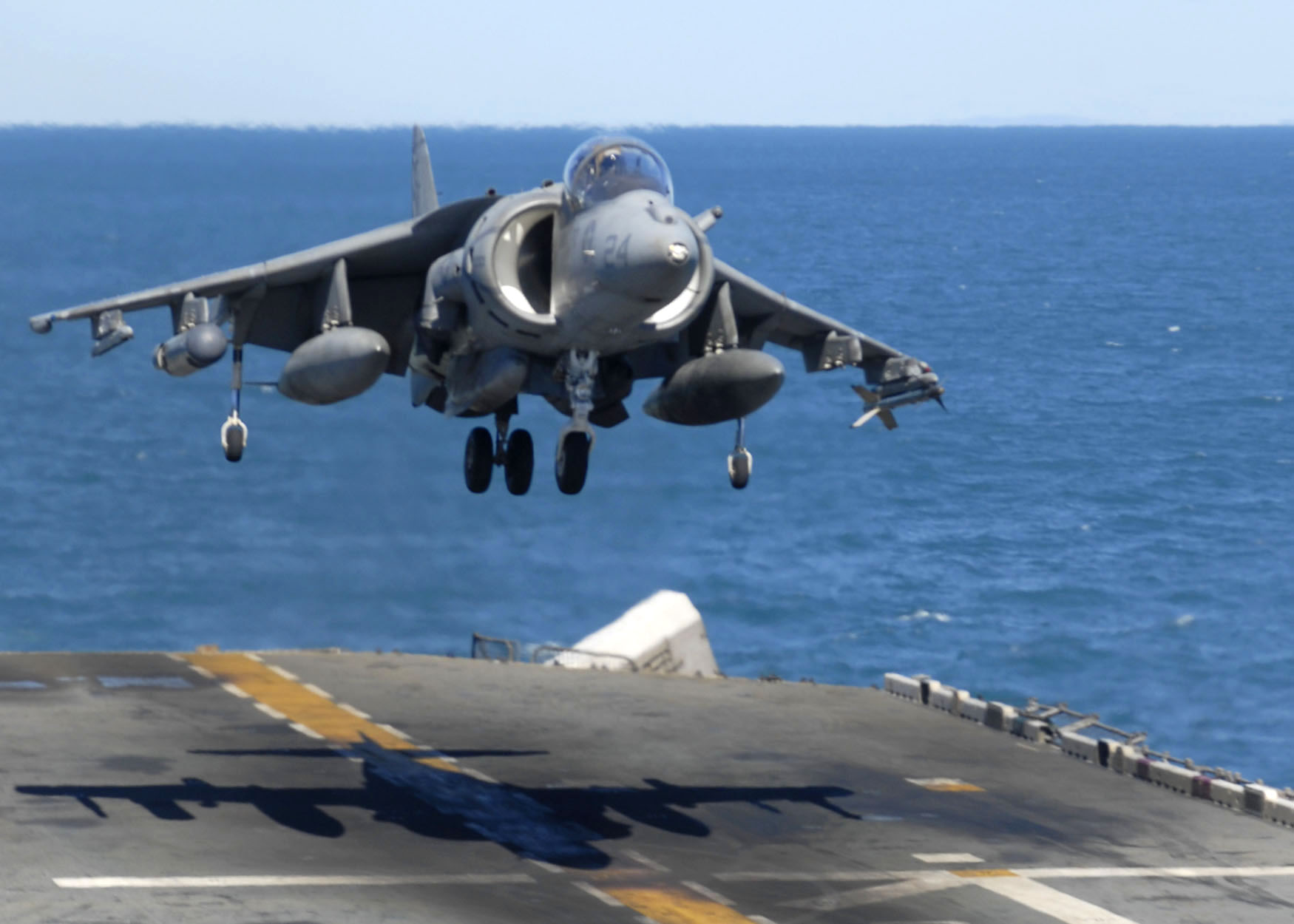
Atterrissage vertical d'un Sea Harrier.
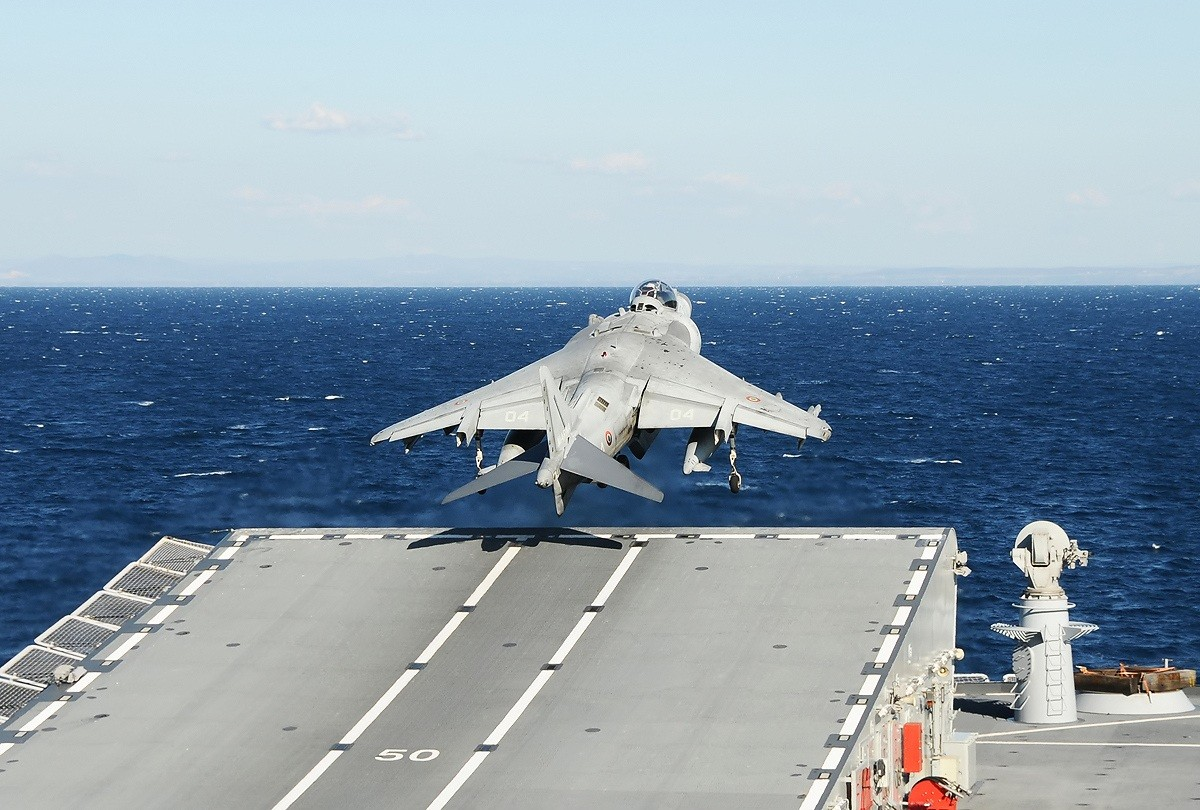
Décollage d'un AV-8B depuis le Cavour.
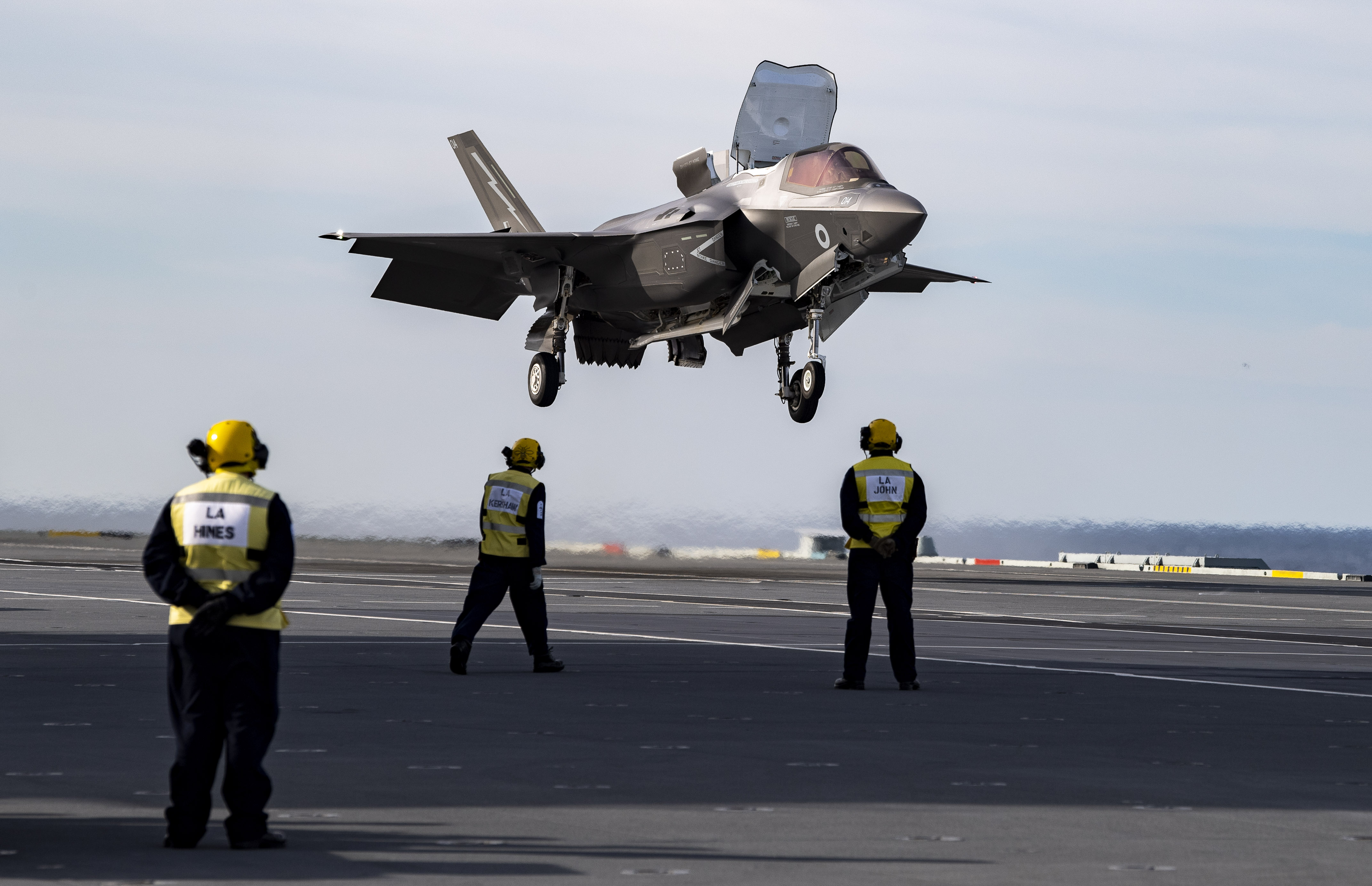
F-35B en atterrissage vertical sur le pont du porte-avions HMS Queen Elizabeth.
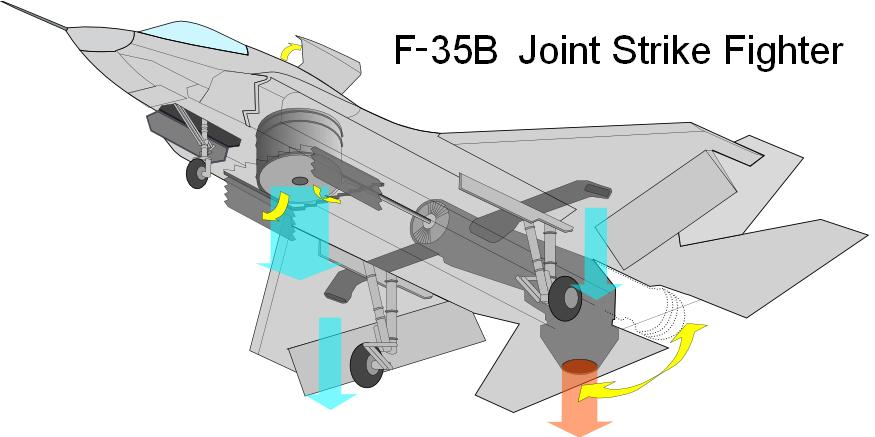
La vectorisation et les différentes buses du système de sustentation du F-35B.
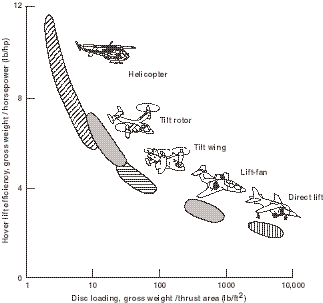
Comparaison de l'efficacité des différentes sortes de décollage vertical (sans tremplin), avantage aux voilures tournantes d'hélicoptères.